# BATLS
Battlefield Advanced Trauma Live Support (BATLS) je protokol, který definuje postup neodkladné péče o pacienta v bojových podmínkách (Role 1 až Role 3). Postup je definován tak, aby byla postiženému na bojišti poskytnuta pomoc adekvátní k pravděpodobným příčinám život ohrožujících stavů, a to v pořadí podle jejich závažnosti.

## Vznik a historie
Jedná se o protokol ošetření při traumatech vzniklý z protokolu ATLS. V bojových podmínkách je nejpravděpodobnější příčinou smrt vykrvácením na základě ztrátových poranění. Z tohoto důvodu byl celý systém modifikován a jako první se řeší zástava masivního krvácení.

## Popis protokolu
Protokol postupuje přísně logicky v návaznosti na tom, které selhání životní funkce způsobí smrt dříve. Z toho důvodu využívá akronym CABCDE, který řeší pořadí zajištění základních životních funkcí.

### Catastrophic haemorrhage control – Masivní zevní krvácení
Kontrola a zástava masivního krvácení.

### Airway – Průchodnost dýchacích cest
Zhodnocení a zajištění průchodnosti dýchacích cest. Zajištění stability páteře.

### Breathing – Zabezpečení dýchání
Zhodnocení kvality dýchání.

### Circulation – Vnitřní krvácení
Zhodnocení stavu oběhového systému, s ohledem na pravděpodobné krvácení.

### Disability – Neurologický stav
Zhodnocení stavu a kvality vědomí. (Glasgow, AVPU, ...)

### Environment – Celkové vyšetření, okolí
Zhodnocení celkového stavu (barva kůže, další příznaky,..), zajištění tepelného komfortu.